# لهجة أهوازية

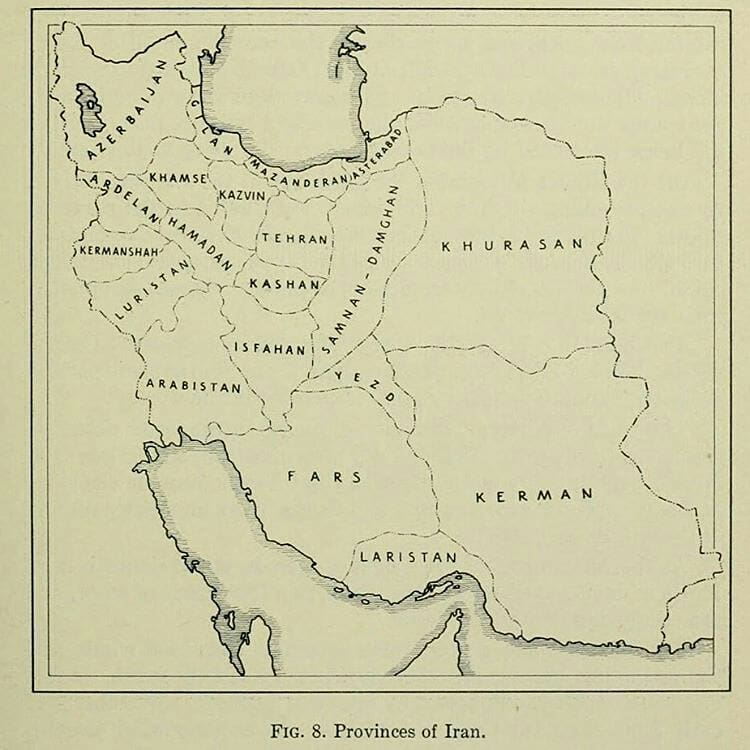

اللهجة الأهوازية إحدى اللهجات التي يتكلمها عرب محافظة خوزستان في إيران وهي قريبة إلى لهجات جنوب العراق خاصة اللهجة البصرية ؛ ففي عهد الشيخ خزعل كانت رسمية في إقليم الأهواز، ثم منعت في عهد البهلوية، أما في عهد دولة إيران الحالية فمعترف بها كما هي اللوریة والكردية والتركمانية وأذربية والبلوشية والعربية[بحاجة لمصدر] ولكن تمنع الدولة الإيرانية العرب ومن دراسة اللغة العربية واستخدامها في الدوائر والمدارس. ولكن بشكل عام تعد اللغة العربية اللغة الثانية في إيران وتُدرَّس اللغة العربية (بالفارسية:كتاب عربی) ضمن مناهج التعليم الإيرانية لمدة ستة سنوات، من الصف السابع حتى التخرج من الثانوية العامة.

## الكلمات ومعناها باللهجة الأهوازية
| الكلمة | المعنى   |
| ------ | -------- |
| عَيَم    | عجم      |
| دياية  | دجاجة    |
| إگعِد   | اجلس     |
| اُبوچ   | أباكِ     |
| يِگولون | يَقولون   |
| چِبير   | كبير     |
| ماعِدّي  | ليس عندي |
| يِگدر   | يقدر     |
| چنت    | كنتُ      |
| سمچ    | سمك      |